# ジェーイシー・ハーパー
ジェーイシー・ハーパー（Jacey Harper、1980年5月20日 ‐ ）は、トリニダード・トバゴ・チャグアナス出身の陸上競技選手。専門は短距離走。2001年エドモントン世界選手権と2005年ヘルシンキ世界選手権の男子4×100mリレーの銀メダリストである。

## 経歴
1998年の18歳の誕生日まで陸上競技よりもクリケットを中心に行っていた。
2001年8月のエドモントン世界選手権男子4×100mリレーで3走（マルク・バーンズ、アト・ボルドン、ハーパー、ダレル・ブラウン）を務めると、予選を38秒60のトリニダード・トバゴ新記録（当時）、準決勝を38秒76で突破。決勝では予選のタイムを更に縮める38秒58のトリニダード・トバゴ新記録（当時）を樹立し、アメリカ（37秒96）、南アフリカ（38秒47）に次いで銅メダル（当時）を獲得した。これはオリンピックと世界選手権を通じて、この種目でトリニダード・トバゴ初のメダル獲得だった。その後、2005年にアメリカのリレーメンバーだったティム・モンゴメリのドーピング問題が発覚。アメリカの金メダルは剥奪され、トリニダード・トバゴの順位は繰り上がり銀メダルを獲得した。
2005年8月のヘルシンキ世界選手権男子4×100mリレーで3走（Kevon Pierre、マルク・バーンズ、ハーパー、ダレル・ブラウン）を務めると、予選を今季世界最高記録（当時）となる38秒28で突破。決勝では予選のタイムを縮める38秒10のトリニダード・トバゴ新記録（当時）を樹立し、フランス（38秒08）に次いで銀メダルを獲得した。

## 自己ベスト
記録欄の（　）内の数字は風速（m/s）で、+は追い風、-は向かい風を意味する。
| 種目 | 記録                        | 年月日                      | 場所               | 備考 |
| 屋外 | 屋外                        | 屋外                        | 屋外               | 屋外 |
| ---- | --------------------------- | --------------------------- | ------------------ | ---- |
| 100m | 10秒10 (+1.0)               | 2005年6月25日               | ポートオブスペイン |      |
| 200m | 20秒65 (+0.7) 20秒65 (-0.2) | 2005年8月23日 2006年8月31日 | リンツ ザグレブ    |      |
| 室内 |                             |                             |                    |      |
| 55m  | 6秒21                       | 2003年1月17日 2002年12月7日 | ブーン             |      |
| 60m  | 6秒69                       | 2005年2月12日               | クレムソン         |      |
| 200m | 21秒05                      | 2001年2月24日               | ブラックスバーグ   |      |

## 主要大会成績
備考欄の記録は当時のもの
| 年   | 大会                        | 場所             | 種目    | 結果    | 記録            | 備考                                                   |
| ---- | --------------------------- | ---------------- | ------- | ------- | --------------- | ------------------------------------------------------ |
| 1999 | パンアメリカン競技大会 (en) | ウィニペグ       | 200m    | 予選    | 21秒27 (+2.2)   |                                                        |
| 1999 | パンアメリカン競技大会 (en) | ウィニペグ       | 4x100mR | 4位     | 39秒89 (4走)    |                                                        |
| 2000 | オリンピック                | シドニー         | 4x100mR | 予選    | 39秒12 (3走)    | 準決勝進出                                             |
| 2001 | 中米カリブ選手権 (en)       | グアテマラシティ | 100m    | 3位     | 10秒39A (-0.2)  |                                                        |
| 2001 | 世界選手権                  | エドモントン     | 100m    | 2次予選 | 10秒45          |                                                        |
| 2001 | 世界選手権                  | エドモントン     | 4x100mR | 2位     | 38秒58 (3走)    | トリニダード・トバゴ記録 大会終了後に3位から繰り上がり |
| 2002 | 英連邦競技大会 (en)         | マンチェスター   | 100m    | 2次予選 | 10秒63 (0.0)    |                                                        |
| 2002 | 英連邦競技大会 (en)         | マンチェスター   | 4x100mR | 5位     | 38秒97 (3走)    |                                                        |
| 2003 | 中米カリブ選手権 (en)       | セントジョージズ | 200m    | 4位     | 20秒80 (0.0)    |                                                        |
| 2003 | パンアメリカン競技大会 (en) | サントドミンゴ   | 100m    | 準決勝  | 10秒63 (-0.9)   |                                                        |
| 2003 | パンアメリカン競技大会 (en) | サントドミンゴ   | 4x400mR | 4位     | 3分05秒28 (1走) |                                                        |
| 2003 | 世界選手権                  | パリ             | 4x100mR | 準決勝  | 38秒84 (3走)    |                                                        |
| 2005 | 中米カリブ選手権 (en)       | ナッソー         | 4x100mR | 優勝    | 38秒47 (3走)    | トリニダード・トバゴ記録                               |
| 2005 | 世界選手権                  | ヘルシンキ       | 100m    | 2次予選 | 10秒39 (+0.7)   |                                                        |
| 2005 | 世界選手権                  | ヘルシンキ       | 4x100mR | 2位     | 38秒10 (3走)    | トリニダード・トバゴ記録                               |
| 2006 | 英連邦競技大会 (en)         | メルボルン       | 100m    | 準決勝  | 10秒46 (+0.2)   |                                                        |
| 2006 | 英連邦競技大会 (en)         | メルボルン       | 4x100mR | 予選    | DNF (3走)       |                                                        |
| 2006 | 中米カリブ競技大会 (en)     | カルタヘナ       | 100m    | 3位     | 10秒33 (+0.6)   |                                                        |
| 2006 | 中米カリブ競技大会 (en)     | カルタヘナ       | 4x100mR | 6位     | 39秒92 (4走)    |                                                        |